# 善光寺地震
善光寺地震是指1847年5月8日（弘化4年3月24日）於晚間9點30分，发生在日本信濃國的1场地震。该次地震震央位于36°42′N 138°12′E / 36.7°N 138.2°E，芮氏規模是7.4。導致了有許多房屋倒塌，至少有8,600人罹難，地震之後還引發了火災，土石流，再來接著19天之後，同年5月27日，這座地震大垻的倒塌又引發了巨大洪水，摧毀了許多房屋，至少有35人罹難。

## 外部連結
- 1847 善光寺地震 （页面存档备份，存于） - 內閣府（日語）